# Густавия (растение)
Густавия (лат. Gustavia) — род деревянистых растений семейства Лецитисовые (Lecythidaceae), распространённый от Коста-Рики до лесов Амазонии и побережья северо-востока Бразилии.

## Ботаническое описание
Деревья от маленьких до больших. Листья очерёдные, цельные, сконцентрированные на концах ветвей, у некоторых видов длина листьев больше 80 см.
Цветки актиноморфные. Чашечка от почти цельной до 4—6-лопастной. Лепестков 6, 8, 12 или 18. Андроцей представляет собой симметричное кольцо из 500—1210 фертильных тычинок, нити сросшиеся у основания. Завязь 4—6(10)-гнёздная, в каждом гнезде по 7—93 семязачатка. Плоды ягодообразные, с семенами, погружёнными в мякоть. Хромосомы 2n = 34, 68.

## Таксономия
Gustavia L., Pl. Surin. 12: 17 (1775), nom. cons.
Род назван в честь короля Швеции Густава III.

### Синонимы
- Japarandiba Adans. (1763), nom. rej.
- Perigaria Span. (1841)
- Pirigara Aubl. (1775)
- Spallanzania Neck. (1790), opus utique oppr.

### Виды
Род включает 46 видов:
- Gustavia acuminata S.A.Mori
- Gustavia angustifolia Benth.
- Gustavia augusta L. typus[1]
- Gustavia brachycarpa Pittier
- Gustavia coriacea S.A.Mori
- Gustavia dodsonii S.A.Mori
- Gustavia dubia (Kunth) O.Berg
- Gustavia elliptica S.A.Mori
- Gustavia erythrocarpa S.A.Mori
- Gustavia esmeraldana Cornejo & S.A.Mori
- Gustavia excelsa R.Knuth
- Gustavia flagellata S.A.Mori
- Gustavia fosteri S.A.Mori
- Gustavia gentryi S.A.Mori
- Gustavia gigantophylla Sandwith
- Gustavia gracieae Cornejo & S.A.Mori
- Gustavia gracillima Miers
- Gustavia gracillipes R.Knuth
- Gustavia grandibracteata Croat & S.A.Mori
- Gustavia hexapetala (Aubl.) Sm.
- Gustavia hubbardiorum S.A.Mori & Cornejo
- Gustavia inakuama S.A.Mori
- Gustavia johnclarkii S.A.Mori & Cornejo
- Gustavia latifolia Miers
- Gustavia longepetiolata Huber
- Gustavia longifolia Poepp. ex O.Berg
- Gustavia longifuniculata S.A.Mori
- Gustavia macarenensis Philipson
- Gustavia monocaulis S.A.Mori
- Gustavia nana Pittier
- Gustavia occidentalis Cuatrec.
- Gustavia parviflora S.A.Mori
- Gustavia paucisperma S.A.Mori
- Gustavia petiolata S.A.Mori
- Gustavia poeppigiana O.Berg
- Gustavia pubescens Ruiz & Pav. ex O.Berg
- Gustavia pulchra Miers
- Gustavia romeroi S.A.Mori & García-Barr.
- Gustavia santanderiensis R.Knuth
- Gustavia serrata S.A.Mori
- Gustavia sessilis S.A.Mori
- Gustavia speciosa (Kunth) DC.
- Gustavia superba (Kunth) O.Berg — Густавия великолепная
- Gustavia tejerae R.Knuth
- Gustavia terminaliflora S.A.Mori
- Gustavia verticillata Miers